# 我真的可以擁有
【我真的可以擁有】是歌手林慧萍的第八張個人專輯。歌林唱片1985年8月27日發行。
專輯卡帶首創雙封面。

## 專輯簡介
我，
從平凡到絢爛，
這一切的擁有，
都是由你們無數掌聲中累積而成，
我衷心祝禱，
讓這美麗的情誼，
輕輕擴散，
渲染一幅更湛藍的天空

## 專輯曲目
| 曲序 | 曲名           | 作詞   | 作曲     | 編曲   | 長度 | 備註                               |
| 01   | 溫情猶在       | 鄭柏秋 | 鄭柏秋   | 陳玉立 | 4:06 |                                    |
| 02   | 我真的可以擁有 | 張尚喬 | 吳田輕穗 | 陳玉立 | 4:20 | 原唱為藥師丸博子的「Woman」        |
| 03   | 編織的愛心     | 小蟲   | 小蟲     | 陳玉立 | 4:12 |                                    |
| 04   | 交會           | 陳進興 | 陳進興   | 陳玉立 | 4:03 | 陳進興更名為陳品                   |
| 05   | 愛的旅途       | 林文隆 | 林文隆   | 陳玉立 | 3:10 |                                    |
| 06   | 另一種感受     | 小蟲   | 小蟲     | 陳玉立 | 4:20 |                                    |
| 07   | 第一片彩雲     | 豆豆   | 岩崎宏美 | 陳玉立 | 4:10 | 原唱為岩崎宏美的「あざやかな場面」 |
| 08   | 從何時起       | 鄭柏秋 | 鄭柏秋   | 陳玉立 | 4:02 |                                    |
| 09   | 冷之愛         | 劉翰安 | 劉翰安   | 陳玉立 | 4:23 |                                    |
| 10   | 怎麼講         | 黃仁清 | 黃仁清   | 陳玉立 | 2:51 |                                    |

## 專輯版本
- 黑膠唱片
  - 1985年8月27日歌林唱片發行
- 卡帶
  - 1985年8月27日歌林唱片發行
- CD
  - 2000年9月12日歌林天龍發行
  - 2007年11月2日飛躍製作；喜瑪拉雅唱片發行